# Эйгердовский сельсовет
Эйгердовский сельсовет — административная единица на территории Ивьевского района Гродненской области Беларуси.

## История
15 января 1940 года в Юратишковском районе Барановичской области был образован Токаришковский сельский Совет с центром в д. Токаришки. С июня 1941 по 1944 год его территория была оккупирована фашистскими войсками. В январе 1967 центр сельсовета перенесён в д. Эйгерды.
Названия:
- с 15.1.1940 — Токаришковский сельский Совет депутатов трудящихся
- с 7.10.1977 — Токаришковский сельский Совет народных депутатов
- с 15.7.1985 — Эйгердовский сельский Совет народных депутатов
- с 15.3.1994 — Эйгердовский сельский Совет депутатов[1].

Административная подчинённость:
- с 15.1.1940 — в Юратишковском районе
- с 20.1.1960 — в Ивьевском районе[1].

## Состав
Эйгердовский сельсовет включает 35 населённых пунктов:
- Борутишки — деревня.
- Брынюки — хутор.
- Будище — хутор.
- Высокая Гребля — хутор.
- Гердушки — деревня.
- Добовичи — деревня.
- Довгердишки — деревня.
- Дунай — деревня.
- Заболоть — деревня.
- Залесковщина — хутор.
- Залесовщина — деревня.
- Иванки — деревня.
- Кирвели — деревня.
- Клим — хутор.
- Ковшары — деревня.
- Кричники — деревня.
- Магенцы — деревня.
- Мозолиха — хутор.
- Матыковщина — деревня.
- Морговичи — деревня.
- Нарейки — деревня.
- Оглоблишки — хутор.
- Попельники — деревня.
- Самородники — хутор.
- Секеришки — хутор.
- Сельщиняты — деревня.
- Токаришки — деревня.
- Франконово — хутор.
- Черница — хутор.
- Чёрный Луг — деревня.
- Черный Ручей — хутор.
- Чичиновщина — деревня.
- Эйгерды — деревня.
- Юнковичи — деревня.
- Яхимовщина — деревня.

## Производственная сфера
- СПК «Эйгерды»

## Социальная сфера
Образование — УПК ДС-СШ. Медицина — амбулатория, ФАП. Культура — СДК, сельская библиотека.

## Памятные места
Воинские захоронения — братская могила д. Токаришки.